# نووایا بارشا
نووایا بارشا (به لاتین: Novaya Barsha) یک منطقهٔ مسکونی در روسیه است که در شهرستان کایتاگسکی واقع شده‌است.